# دنیل فراید
دنیل فراید (انگلیسی: Daniel Fried؛ زادهٔ ۱۹۵۲ (۷۲–۷۳ سال)) یک دیپلمات اهل ایالات متحده آمریکا است.